# Лалела Мсване
Лалела Мсване (англ. Lalela Mswane; нар. 27 березня 1997, Квазулу-Наталь) — південноафриканська модель, переможниця конкурсу «Міс Наднаціональна 2022».
Раніше була коронована як «Міс Південна Африка 2021» і представляла Південну Африку на «Міс Всесвіт 2021», де зайняла посаду 2-а Віцеміс.

## біографія
Народилася в Річардс-Бей, у провінції Квазулу-Наталь у Південна Африка. Її батько, Мунту Мсване, був колишнім дипломатом і міністром Есватіні, який помер у 2010 році, а мати Хлелісельве працювала бухгалтеркою й домогосподаркою. Вона молодша з трьох дітей, у неї є старші брат і сестра. Мсване вступила до Університету Преторії, який закінчила зі ступенем бакалавра права.

## Конкурси краси
16 жовтня 2021 року Мсване була коронована як «Міс Південна Африка 2021», її змінила Шудуфхадзо Мусіда. 12 грудня 2021 року Мсване взяла участь у конкурсі «Міс Всесвіт 2021» і посіла 2-а Віцеміс. 15 лютого 2022 року організація Міс Південна Африка оголосила, що Мсване також представлятиме Південну Африку на конкурсі «Міс Наднаціональна 2022», який вона виграла 15 липня 2022 року. Таким чином вона стала першою темношкірою жінкою, яка виграла, і другою африканською жінкою, яка виграла Міс Наднаціональна, після Шанік Рабе. Це також означає спільну перемогу для Африки.

## Покликання
- Міс ПАР
- Лалела Мсване в Instagram